# Noriaki Sugiyama
Noriaki Sugiyama (杉山 紀彰 Sugiyama Noriaki?,  Tokio, Japón, 9 de marzo de 1974) es un actor de voz japonés. Es conocido por sus papeles en el doblaje tales como Sasuke Uchiha en Naruto, Uryū Ishida en Bleach, Shirō Emiya en Fate/stay night e Inglaterra en Hetalia: Axis Powers.

## Biografía
Sugiyama nació el 9 de marzo de 1974 en la ciudad de Tokio, Japón. Después de graduarse de la escuela secundaria, aspiró a convertirse en actor de voz e hizo su debut en 1999. Para el año 2002, obtuvo el papel de Sasuke Uchiha en el anime Naruto, que le daría reconocimiento internacional. Posteriormente, comenzaría a interpretar diversos personajes, en su mayoría, jóvenes, villanos y héroe ortodoxos, entre otros.
Aparte de su trabajo como actor de voz, también ha lanzado su propio CD sencillo de música titulado, Fragment, además del miniálbum, On The Way. Cabe destacar que, poco después de su lanzamiento el 29 de julio de 2009, ha participado en otros CD, como Inglaterra en la popular serie Hetalia: Axis Powers, que debutó en el segundo lugar en el Oricon Singles Chart. Igualmente participa en otros CD como Naruto All Stars, Bleach Beat Collection, Fate/Stay Night", y algunos covers de Vocaloid como parte del proyecto Actors.
En 2017 lanzó su propio programa de radio de paga para la plataforma de streaming japonesa niconico llamado 杉山紀彰のここだけの話 (Sugiyama Noriaki no koko dake no hanashi). El mismo año sirvió como personalidad junto a Daisuke Hirakawa en el programa de viajes  "いい旅妄想気分" (ii tabi mousou kibun) finalizado en 2018.
También fue personalidad de radio junto con Jun Fukuyama para la primera temporada de Code Geass y él solo en la radio del popular juego RPG Onmyouji como la voz de Abe no Seimei.

## Vida personal
No se sabe mucho acerca de él por su personalidad tranquila y callada, de acuerdo con Tomoaki Maeno, eso lo hace parecerse a Akira Ishida. Sugiyama es el segundo hijo de una familia de cuatro hermanos, tiene una hermana mayor, hermana menor y hermano menor. Su madre es de Nagano por lo que viajaba a menudo ahí. No está casado, o eso es lo que se tiene entendido, debido a que nunca se ha expresado acerca de su situación amorosa, tampoco tiene hijos esto lo confirmó en una entrevista con motivo del lanzamiento de la película de Boruto: Naruto the Movie.
Le encantan los juegos, tanto que llegó a agotar la memoria de la computadora de la familia. Antes de su debut trabajaba a tiempo parcial en un centro de juegos, y actualmente sube videos a la plataforma de YouTube de él jugando mayormente con las también actrices de voz Kana Ueda con quien ha trabajado en varios proyectos como Fate series y Chitose Morinaga quien es su kohai en StayLuck. También juega con Vtubers, youtubers, y otros actores de voz.
Es amante de los gatos, tiene 3 en casa, el más conocido es un birmano llamado Koma-chan, el origen del nombre es que tiene cara de inquieto. Curiosamente los gatos también lo quieren mucho, una vez se le acercaron hasta 15 gatos en la calle sólo para que los acaricie. También hubo una ocasión en la que dos gatos llegaron a pelearse por a quien le acaricie primero.
En 2020 lanzó junto a Daisuke Namikawa una línea de joyería (collares) diseñados por ellos mismos junto a la marca de joyería "THE KISS". Había un descuento especial para los miembros del club de fans de StayLuck llamado Funky Village, los stocks de la preventa se agotaron en 2 semanas.

## Filmografía

### Anime
- Actors-Songs Connection (Keishi Harumoto)
- Ao no Miburo (Inoue Genzaburo)
- Bakumatsu Rock (Yataro Iwasaki)
- Bleach (Uryū Ishida)
- Boogiepop Phantom (Tetsu Yave)
- Cardfight!! Vanguard (Morikawa Katsumi)
- Code Geass: Lelouch the Rebellion R1 (Rivalz Cardemonde, Kento Sugiyama)
- Code Geass: Lelouch of the Rebellion R2 (Rivalz Cardemonde, Kento Sugiyama, Bart (ep 2,4), (voces adicionales))
- Damekko Dōbutsu (Usahara)
- Dark Shell (Fukushima)
- Fate/stay night (Shirō Emiya)
- Full Metal Panic? Fumoffu (Crewman)
- Fushigiboshi no Futagohime Gyu! (Hills)
- Gintama (Tortuga Asesina, ep. 92)
- Hagure Yūsha no Estetica (Phil Bennet)
- Hetalia: Axis Powers (Inglaterra)
- Hetalia: The beautiful world (Inglaterra)
- Hetalia: World Series (Inglaterra)
- Hetalia: The World Twinkle (Inglaterra)
- Jigoku Shōjo (Mamoru Hanakasa)
- Kamichu (Inu-Oshu/dog priest)
- Kamigami no Asobi (Thor Megingjord)
- Katsugeki: Touken Ranbu (Konnosuke de la 1º Unidad)
- Keppeki Danshi! Aoyama-kun (Gaku Ishikawa)
- Kimetsu no Yaiba (Padre de los Gemelos Tokito)
- Koutetsu Sangokushi (Chouun Shiryuu)
- Kuroshitsuji (William T. Spears)
- Maho Girls PreCure! (Olva)
- Metal Fight Beyblade (Blader DJ)
- Mirage of Blaze (Voces adicionales)
- Moyashimon (Takuma Kawahama)
- Naruto (Sasuke Uchiha)
- Nyanpire (Masamunya Dokuganryu)
- Ōkiku Furikabutte (Junta Takase)
- One Piece (Ichiji Vinsmoke)
- Mob Psycho 100 (Ryo Shimazaki temp. 2)
- ReLIFE (Akira Inukai)
- Saiunkoku Monogatari (Shōrin and Santa)
- Sentō Yōsei Yukikaze (Ito)
- Spiritpact (Youko Sennen)
- The Law of Ueki (Ancho Kabara)
- Toward the Terra (Adult Tony)
- Tsurezure Children (Hirokazu Kirihara, ep 11)
- Blood Lad (Siam Kid)

### Videojuegos
- Genshin Impact (Kinich)
- Fate/Grand Order (Sengo Muramasa)
- Fate/stay night Realta Nua (Shirō Emiya)
- Riviera: The Promised Land (Hector)
- Heart/Clover/Joker no kuni no alice (Boris Airay)
- Gakuen Hetalia (Inglaterra)
- Metal Gear Solid 1 y 4 (Gray Fox)
- Naruto Shippuden: Ultimate Ninja Impact (Sasuke Uchiha)
- Naruto Shippuden: Ultimate Ninja Storm series (Sasuke Uchiha)
- Elsword (Ciel)
- JoJos Bizarre adventure: Eyes Of Heaven'(Bruno Bruccellati)
- Onmyoji (Abe no Seimei)
- Twisted Wonderland,(Grim)
- The Wizard's Promise/Mahoutsukai no Yakusoku (Nero)
- Norn9 series (Akito Syukuri/Akito Ichinose)
- Clock Zero series (Toranosuke Saionji/Traitor)
- Bleach Brave Souls (Uryuu Ishida)